# Daniel Clemens
Daniel Clemens (né le 28 avril 1992) est un athlète allemand, spécialiste du saut à la perche.
Médaillé de bronze, lors des Championnats du monde jeunesse 2009, il remporte la même médaille lors des Championnats d'Europe espoirs de Tampere, en égalant son meilleur saut de 5,50 m pour la cinquième fois (la première fois à Mannheim le 3 juillet 2011).